# Criss Angel
Christopher Nicholas Sarantakos (* 19. prosince 1967 Hempstead, New York), vystupující pod uměleckým jménem Criss Angel, je americký kouzelník, iluzionista, hudebník, eskapolog a kaskadér řeckého původu. Je známý hlavně díky své vlastní televizní show Criss Angel Mindfreak.

## Dětství
Byl vychován na Long Islandu, New York, a vystudoval střední školu East Meadow.

## Criss Angel Mindfreak
Stal se tvůrcem A&E Network show Criss Angel Mindfreak. Sezóny 1 a 2 byly nafilmovány v Aladdinovi v Planet Hollywood v Las Vegas, sezóna 3 pak v hotelu Luxor. V premiéře 20. července, 2005, ilusionista předvedl krom jiného chůzi po vodě, levitaci nad hotelem Luxor, létání mezi dvěma budovami, zmizení auta Lamborghini, přežití v krabici při její explozi, nechal se přeříznout v půlce svého těla při plné účasti diváků a nechal se přejet parním válcem, když ležel břichem dolů na skle. Taktéž v sezóně 3 se proslavil skokem z jedoucího auta. Tehdy se ovšem zranil a zastavil produkci na 3 týdny.

## Criss Angel Believe
Criss Angel Believe bylo živé vystoupení, na kterém spolupracoval se zábavnou společností Cirque du Soleil. Toto vystoupení se konalo v hotelu Luxor v Las Vegas, na kterém se kromě samotného výstupu podílel také jako spoluautor, tvůrce a designer iluzí a tvůrce návrhu.
Původně se snažil rozšířit vystoupení i na Broadway a do dalších kasín. Ovšem nakonec, kdy Believe začalo naplno spolupracovat s Cirque du Soleil a společností Luxor, MGM Mirage Resorts financoval vystoupení částkou 100 milionů dolarů.
Po několika odkladech se slavnostní vystoupení konalo 31. října 2008, s předpremiérami na konci září. První předpremiéry nebyly přijaty dobře, převážně s negativním ohlasem. Představení zároveň otevřel nevrlé hodnocení ohledně nedostatečného množství kouzel, díky nimž je tak populární, stejně jako matoucí a nudné výstupy. Kritici byli přesvědčeni, že jak on tak Cirque du Soleil nebyli schopni splnit očekávání.

## Phenomenon
Začátkem října 2007 se objevil jako porotce v reality show Phenomenon, spolu s Uri Gellerem. V interview CNN show Larryho Kinga řekl o svém vystoupení, že si je vědom, že "nikdo nemá takovou schopnost dělat cokoliv nadpřirozeného, mentálního a mluvit se smrtí. A proto jsem šel do "Fenoména". Pokud někdo na tu show přijde a bude tvrdit, že má nadpřirozené schopnosti, praštím ho přímo při živém vysílání."
V epizodě reality show Phenomenon, vysílané 31. října 2007, mentalista Jim Callahan předvedl výstup, kde byl údajně ovládaný duchem Raymonda Hilla, který mu pomohl zjistit obsah zamčené krabičky. Přestože porotce Uri Geller jeho vystoupení chválil, Angel jej nazval komickým a následně vyzval jak Callahana tak Gellera k uhádnutí obsahu dvou obálek, které vytáhl ze své kapsy, s nabídkou milionu dolarů tomu, kdo uhádne. To vedlo k bouřlivé diskuzi mezi ním a Callahanem, během které Callahan k němu přišel a nazval jej „ideologickým fanatikem“, načež byla show rychle přerušena reklamním spotem. Následně ještě jednou Gellera vyzval, aby uhádl obsah alespoň jedné z obálek. Geller neuspěl, obálka obsahovala kartu s vytištěnými čísly "911", čímž odkazoval na 11. září 2001. Jeho vysvětlení bylo: "Kdyby 10. 9. někdo mohl předpovědět, co se 11. 9. stane, mohl by zachránit tisíce životů". Otevření druhé obálky bylo naplánováno na první epizodu čtvrté sezóny show Criss Angel: Mindfreak, nicméně obsah obálky nebyl nikdy odhalen a zůstává nadále tajemstvím.

## Kritika
Criss Angel se spoléhá z velké části na střih a placené publikum a tedy nedokáže předvádět své nejpůsobivější triky živě před skutečným publikem. Tím si vysloužil kritiku ostatních ilusionistů. Vyvolává to otázku, zda to vůbec lze považovat za kouzelnické triky. "Můžete jednoduše vyjít s kamerou a balíčkem karet do ulic, nechat člověka vybrat si kartu, pak ji zamíchat bez jakýchkoliv triků zpátky do balíčku, vytáhnout náhodnou kartu a zeptat se, zda to byla kárová sedmička. Stačí vyjít do Newyorských ulic a zkoušet to tak dvě hodiny a nakonec budete mít pravdu." argumentuje příkladem Penn Jillette.

## Osobní život
Ačkoliv Angela bylo možno spatřit s jeho ženou v 6. epizodě první sezóny (2005) při představení iluze uhoření zaživa, nebyla uváděna jako jeho žena. Raději byla uváděna jako jeho přítelkyně. Během rozvodového procesu právník jeho manželky, Joanne Sarantakos, prohlásil, že jejich svazek byl kvůli jeho kariéře záměrně utajován.
V listopadu 2008, Angel začal chodit s přítelkyní Hugha Hefnera Holly Madisonovou.

## Knihy a hudba

### Knihy
- Mindfreak: Secret Revelations. HarperEntertainment (duben 24, 2007) ISBN 978-0-06-113761-7

### Hudba
- Musical Conjurings from the World of Illusion (1998)
- System 1-3 in the Trilogy (2000)
- Mindfreak (2002)
- Supernatural (2003)
- Criss Angel Mindfreak (2006)